# Josh Andres Rivera
Josh Andres Rivera (ur. 1 maja 1995) – amerykański aktor.

## Życiorys
Josh Andres urodził się 1 maja 1995 roku. Jego rodzice byli z zawodu chemikami i pochodzą z Portoryko. Gdy jego rodzice się rozstali, Rivera wychowywał się z matką w Connecticut, a następnie w Boulder, w stanie Kolorado. Josh uczęszczał do Fairview High School, w którym grał w futbol amerykański i aktywnie angażował się w muzykę i teatr. Po ukończeniu szkoły, planował uczęszczać do Berklee College of Music, ale ostatecznie uczył się w Ithaca College.

## Życie prywatne
Josh Andres Rivera i aktorka Rachel Zegler potwierdzili w styczniu 2019 roku, że się spotykają. Obydwoje pracowali na planie filmu West Side Story, a później przy filmie Igrzyska śmierci: Ballada ptaków i węży. Aktor mieszka w Jersey City.

## Filmografia

### Filmy
| Rok  | Tytuł                                   | Tytuł oryginalny                                   | Rola           | Źr.   |
| ---- | --------------------------------------- | -------------------------------------------------- | -------------- | ----- |
| 2021 | West Side Story                         | West Side Story                                    | Chino          | [ 3 ] |
| 2023 | Niebezpieczny kochanek                  | Cat Person                                         | Dave           | [ 4 ] |
| 2023 | Igrzyska śmierci: Ballada ptaków i węży | The Hunger Games: The Ballad of Songbirds & Snakes | Sejanus Plinth | [ 3 ] |

### Seriale
| Rok  | Tytuł                 | Tytuł oryginalny      | Rola            | Uwagi       | Źr.   |
| ---- | --------------------- | --------------------- | --------------- | ----------- | ----- |
| 2024 | American Sports Story | American Sports Story | Aaron Hernandez | Główna rola | [ 5 ] |

## Nagrody i nominacje
Za rolę w filmie West Side Story (2021) Stevena Spielberga został nominowany do International Online Cinema Awards (INOCA) w kategorii "Best Ensemble Cast" oraz do Gold Derby Awards w kategorii "Ensemble Cast".